# Bonda (gastronomia)
La Bonda ((TE) : బోండా) è un tipico snack indiano servito come antipasto. Viene preparata friggendo in immersione le patate dopo averle infarinate con la farina di ceci.

## Varianti

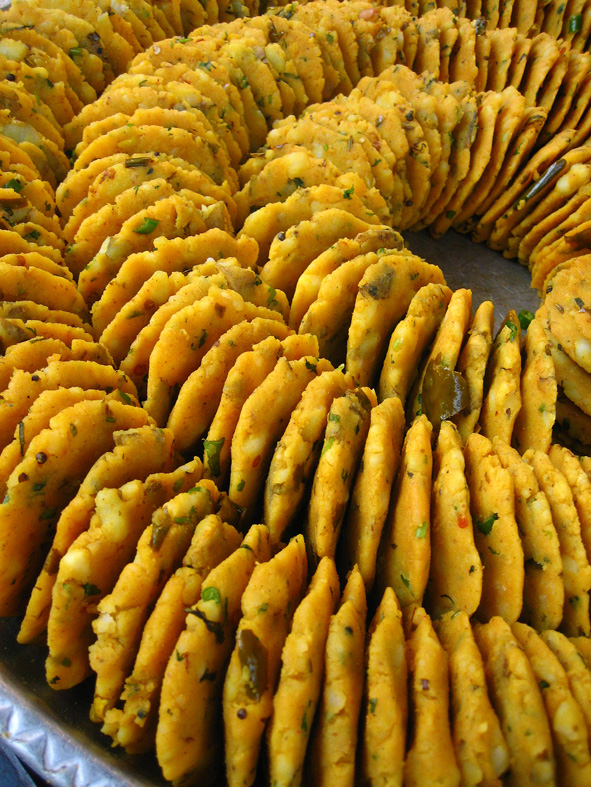
La Batata vada, la Bonda di Maharashtra

Ne esistono varianti dolci e salate. Nelle zone di Kerala viene infatti preferita la versione dolce alla più comune versione salata. Nello stato indiano di Maharashtra invece la bonda assume un diverso aspetto, maggiormente schiacciato, e viene chiamata Batata vada